# Organisation révolutionnaire intérieure macédonienne (unie)
Pour les articles homonymes, voir VMRO.
L'Organisation révolutionnaire intérieure macédonienne (unie) (Внатрешна македонска револуционерна организација (обединета), Vnatrešna makedonska revolucionerna organizacija (obedineta) ; Вътрешна македонска революционна организация - обединена, Vatreshna makedonska revolyucionna organizatsiya - Obedinena), connue plus couramment sous le sigle IMRO (Unie) était une organisation politique révolutionnaire active dans l'ensemble de la Macédoine du Nord dans l'entre-deux-guerres.

## Sources
- VMRO (obedineta), vol. I, p. 131 Skopje 1991
- Andrew Rossos. The Macedonians of Aegean Macedonia: A British officer's report, 1944.